# 絕地戰警：生死與共
《絕地戰警：生死與共》（英語：Bad Boys: Ride or Die）是一部2024年的美國動作喜劇電影，由阿迪爾·艾爾·阿比和畢拉爾·法拉執導，2020年電影《絕地戰警FOR LIFE》的續集，《絕地戰警系列》的第四部作品。主演包括威爾·史密斯、馬汀·勞倫斯、凡妮莎·哈金斯、亞歷山大·路德韋格、葆拉·努涅斯和艾瑞克·丹恩。劇情講述麥克·勞里与馬可士·巴涅特两位警探为已故前迈阿密警监康拉德·霍華洗刷冤屈，调查迈阿密警队与贩毒集团之间的阴谋。
《絕地戰警：生死與共》由索尼影視娛樂排定2024年6月7日於美國上映。本片在影評界的總體評價褒貶不一，但獲得觀眾好評。正面的評論多讚譽威爾·史密斯和馬汀·勞倫斯的演出表現與化學反應，批評的評論則聚焦在劇情和系列前作過高的重覆度。

## 剧情
在伊莎貝爾·阿雷塔斯去世四年後，警探麥克·勞瑞與他的物理治療師克莉絲汀結婚。在婚禮上，他的搭檔，警探馬庫斯·伯內特，突然心臟病發並陷入昏迷。在昏迷中，他看見康拉德·霍華德隊長的幻象，告訴他還不是他的時候。
當馬庫斯醒來後，他認為自己不會死。不久後，一則新聞報導揭露霍華德隊長與毒梟有勾結。霍華德隊長的聲譽在死後被玷污，麥克和馬庫斯決心與隊長麗塔·塞卡達和她的新男友、市長候選人亞當·洛克伍德一起證明他的清白。麥克和馬庫斯探訪被關押在監獄中的麥克的兒子阿曼多·阿雷塔斯，他因為謀殺霍華德而入獄。阿曼多告訴他們霍華德並不腐敗，但他知道誰是。阿曼多還透露，他和母親被腐敗官員雇來殺害霍華德，因為霍華德接近揭露腐敗，並願意幫助他們找出幕後黑手。
當共謀者試圖訪問霍華德隊長的電腦時，一個預錄的視頻被發送給麥克和馬庫斯，警告他們聯邦和州執法機構內部的腐敗。霍華德用「可樂瓶」作為暗號，並透露他曾將信息給了他們的前黑客同事弗萊徹。他們前往弗萊徹的俱樂部取回「檔案」，那是一個隱藏在壁畫中的QR碼，解鎖了霍華德隊長的第二段視頻。然而，共謀者雇傭的殺手尾隨他們到俱樂部並殺死了弗萊徹。
與此同時，阿曼多被假扮成囚犯的共謀者攻擊，但他成功殺死了他們所有人。麥克和馬庫斯安排阿曼多被空運到邁阿密的一個更安全的地方。然而，共謀者潛入飛機並殺死了飛行員和守衛，導致直升機墜毀。麥克、馬庫斯和阿曼多設法生還，但被共謀者標記為通緝犯。當共謀者發出賞金時，三人被執法機構和機會主義的罪犯追捕。康拉德的女兒、美國法警茱蒂·霍華德，發誓要為父親報仇。
在AMMO的協助下，麥克、馬庫斯和阿曼多，以及AMMO成員多恩和凱莉，揭開了謀殺和設局背後的線索。阿曼多指出雇他殺害霍華德隊長的人是前陸軍遊騎兵轉任DEA特工的詹姆斯·麥格拉斯。麥格拉斯被卡特爾抓住並折磨，直到他供出了他的同夥，從那時起，他就一直與他們合作，並成為卡特爾老大。麥格拉斯策劃綁架克莉絲汀和茱蒂的女兒卡莉。他隨後派15人去抓馬庫斯的家人，但他的海軍陸戰隊女婿雷吉把他們全殺了。麗塔、多恩和凱莉在洛克伍德被揭露與麥格拉斯合作後逮捕了他。
利用洛克伍德作為誘餌，團隊在一個曾經的鱷魚主題遊樂園與麥格拉斯的手下展開激烈槍戰，以解救克莉絲汀和卡莉。在洛克伍德試圖背叛團隊後被鱷魚吞食。麥克對峙麥格拉斯，後者手持槍支劫持了克莉絲汀和馬庫斯。麥格拉斯向麥克提出最後通牒：他必須選擇克莉絲汀或馬庫斯之一來死去。麥克暗示馬庫斯他「不能死」的新信念，射擊馬庫斯的防彈背心。混亂中，克莉絲汀和馬庫斯得以脫身，麥克射殺了麥格拉斯。混亂中，茱蒂找到了阿曼多，準備殺了他，但卡莉出現並告訴她母親阿曼多救了她的命。雖然心存不滿，茱蒂對阿曼多心存感激，允許他逃跑。
之後，麥克、馬庫斯和霍華德的罪名被洗清，警局內部的腐敗也被揭露。麥克與馬庫斯的家人隨後在公園舉辦野餐慶祝，麥克興沖沖地準備動手燒烤，卻被馬庫斯擋下，強調燒烤需要技巧，不能亂來。兩人爭論不休時，雷吉端著雞肉請求使用烤架。
麥克和馬庫斯原本打趣拒絕，但雷吉依舊站在原地，沒有退讓。馬庫斯壓低聲音提醒麥克，雷吉單槍匹馬幹掉十五名敵人，麥克轉頭看向雷吉，察覺到他眼神不對勁。兩人對視一眼，心照不宣，決定讓雷吉掌控烤架，各自找理由離開。雷吉站在烤架前，露出滿意的微笑，象徵他終於贏得了兩人的尊重。

## 演員
- 威爾·史密斯飾演麥可·尤金·「麥克」·勞里（Detective Lieutenant Michael Eugene 'Mike' Lowrey）；邁阿密警局警探，與馬可士是出生入死搭檔、好友視對方為家人。
- 馬汀·勞倫斯飾演馬可士·麥爾斯·巴涅特（Detective Lieutenant Marcus Miles Burnett）；邁阿密警局警探，與麥克是出生入死搭檔、好友視對方為家人。
- 凡妮莎·哈金斯飾演凱莉（Kelly）；菁英小組「AMMO」成員，為小組攻擊手，擅長槍械，與多恩於此集為情侶。
- 亞歷山大·路德韋格飾演多恩（Dorn）；菁英小組「AMMO」成員，為技術組員、駭客高手，專業操控無人機，與凱莉於此集為情侶。
- 葆拉·努涅斯飾演莉塔·塞卡達（Rita Secada）；菁英小組「AMMO」組長兼麥克、馬可士上司，其為麥克前女友兼好友，此集為洛克伍德女友。
- 艾瑞克·丹恩飾演詹姆斯·麥葛拉斯（James McGrath）；陸軍突襲學校畢業，前緝毒局（DEA）探員，現為販毒集團操控者。
- 伊恩·葛魯佛飾演亞當·洛克伍德（Adam Lockwood）；美國檢察官、邁阿密市長候選人，莉塔男友，實為販毒集團幕後聯絡人。
- 雅各布·西皮奧飾演艾曼多·阿雷塔斯（Armando Aretas）；麥克與伊莎貝·「女巫」·阿雷塔斯的私生子，於上集關入監獄，此集黑轉白與麥克、馬可士聯手追蹤販毒集團，後於麥克私下放走使其隱姓埋名展開新生活。
- 喬·潘托利亞諾飾演康拉德·霍華警監（Captain Conrad Howard）；前邁阿密警局警監、絕地戰警的上司，於上集遭艾曼多射殺，此集僅生前錄影出現居多。
- 蒂芬妮·哈戴許飾演塔比莎（Tabitha）；片中客串。脫衣舞孃店媽媽桑，麥克線人，但因販毒集團懸賞早已背叛絕地戰警並交於幫派頭目羈押。
- 约翰·萨利飾演佛萊契（Fletcher）；於第一、二集短暫出現，假釋後為行動街頭藝術家，其為康拉德·霍華死後聯絡人，後者死於頭部中彈遭販毒集團成員射殺。
- DJ卡利飾演屠夫曼尼（Manny the Butcher）；肉店老闆，麥克、馬可士遭販毒集團懸賞後前去脫衣酒吧伏擊，後於遭馬可士駕駛貨車夾斃兼燒死，片中客串。
- 蕾亚·塞洪飾演茱蒂·霍華（Judy Howard）；美國法警局組長、康拉德·霍華之女，因麥克私生子射殺其父親而憎恨麥克、艾曼多，並發誓要以牙還牙於艾曼多。
- 丹尼斯·格林（Dennis Greene）飾演雷吉·諾曼（Reggie Norman）：馬可士的女婿，美國海軍陸戰隊軍士長，身手不凡，單槍匹馬幹掉15名僱傭兵，連麥克與馬克斯都驚嘆不已。
- 比安卡·貝通（Bianca Bethune）飾演梅根·巴涅特（Megan Burnett）：馬可士之女，雷吉之妻。
- 奎因·漢斐爾（Quinn Hemphill）飾演卡莉·霍華（Callie Howard）：康拉德·霍華的孫女，茱蒂之女。
- 乔伊纳·卢卡斯飾演幫派頭目，於麥克、馬可士遭販毒集團懸賞後前去與塔比莎交涉，後遭曼尼團隊成員射殺，片中客串。
- 麥可·貝飾演1994保時捷911駕駛：片中客串。
- 卡比·莱姆飾演他自己：未掛名客串。

## 製作
2020年1月，在《絕地戰警FOR LIFE》首周末獲得票房成功後，索尼宣佈將製作《絕地戰警4》，而克里斯·布蘭納（Chris Bremner）將回歸為《絕地戰警4》撰寫劇本。
2022年4月，據報導由於威爾·史密斯掌摑克里斯·洛克事件，《絕地戰警4》開發工作被擱置。然而，在2022年5月，索尼執行長湯姆·羅斯曼曼證實《絕地戰警4》仍在開發中。2023年2月，威爾·史密斯宣布他和馬汀·勞倫斯將回歸出演，該片目前處於前期製作階段，阿迪爾·艾爾·阿比和畢拉爾·法拉回歸執導。2023年3月，凡妮莎·哈金斯回歸出演。2023年4月，艾瑞克·丹恩參演並飾演反派角色，而葆拉·努涅斯和亞歷山大·路德韋格回歸出演。同月，伊恩·葛魯佛參演。

### 拍攝
該片於2023年4月3日在亞特蘭大和邁阿密開始進行主體拍攝。

## 發行
《絕地戰警：生死與共》由索尼影視娛樂排定2024年6月7日於美國上映。

## 迴響

### 評價
爛番茄根據250條評論，本片獲得65%的新鮮度，平均得分6／10，觀眾的好評度為91%，平均得分4.5／5。在Metacritic上，本片獲得54分。

### 票房
| 上一届： 《加菲貓：農場大冒險》         | 2024年美國週末票房冠軍 第23週 | 下一届： 《腦筋急轉彎2》 |
| 上一届： 《芙莉歐莎：瘋狂麥斯傳奇篇章》 | 2024年台北週末票房冠軍 第23週 | 下一届： 《腦筋急轉彎2》 |

## 外部連結
- 互联网电影数据库（IMDb）上《絕地戰警：生死與共》的资料（英文）
- 爛番茄上《絕地戰警：生死與共》的資料（英文）
- Box Office Mojo上《絕地戰警：生死與共》的資料（英文）
- Metacritic上《絕地戰警：生死與共》的資料（英文）
- 開眼電影網上《絕地戰警：生死與共》的資料（繁體中文）
- 豆瓣电影上《絕地戰警：生死與共》的資料 （简体中文）